# Ленбах, Франц фон
Франц фон Ле́нбах (при рождении и до 1882 года — Франц Се́раф Ле́нбах, нем. Franz von Lenbach, Franz Seraph Lenbach; 13 декабря 1836, Шробенхаузен — 6 мая 1904, Мюнхен) — немецкий (баварский) живописец-портретист, один из ключевых представителей мюнхенской школы.
Один из ближайших друзей прусского канцлера князя Отто фон Бисмарка, которого неоднократно писал.

## Биография
Родился 13 декабря 1836 года в Шробенхаузене.
Ленбах получил известность благодаря своим реалистическим портретам, например «Портрет Отто фон Бисмарка». Работы Ленбаха представлены в Городской галерее в доме Ленбаха, Музее Ленбаха в Шробенхаузене и Эрмитаже.
В 1853 году Ленбах был принят в Мюнхенскую академию художеств. В 1860 году его пригласили в новую художественную школу в Веймаре, где он преподавал до 1862 года. К концу XIX века Ленбах становится ведущим персонажем в жизни художественного Мюнхена, а круг друзей-художников Ленбаха, в который входили Вильгельм Буш, Франц Дефреггер и Рудольф Эпп, доминировал в культурной жизни города.
Признанный и востребованный высшими кругами общества портретист, Ленбах достиг огромного богатства. Он мог себе позволить нанять архитектора Габриэля фон Зайдля для постройки своей огромной виллы в 1887—1891 годах, получившей ныне название «Ленбаххаус». Вилла в эклектическом стиле на основе итальянского Ренессанса вместе с садом по своим размерам может сравниться с королевским замком.
Умер 6 мая 1904 года в Мюнхене; похоронен на кладбище Вестфридхоф.

## Память
В настоящее время в «Ленбаххаусе» находится Городская галерея в доме Ленбаха. Помимо картин Ленбаха и других художников XIX века в галерее размещена значительная коллекция произведений художественной группы «Синий всадник».

## Галерея
- Портрет Теодора Моммзена. 1897
- Портрет Отто фон Бисмарка.
- Портрет Отто фон Бисмарка. 1879
- Женский портрет. Около 1890
- Портрет Мэри Виктории Керзон